# Østlandet
Østlandet o Austlandet és una de les cinc grans regions geogràfiques (Landsdel) de Noruega. Correspon aproximadament a l'est del país, i comprèn els comtats (fylke) de Telemark, Vestfold, Østfold, Akershus, Oslo, Buskerud, Oppland i Hedmark.
És la regió més poblada de Noruega.